# Шиппен Тауншип (округ Тайога, Пенсільванія)
Шиппен Тауншип (англ. Shippen Township) — селище (англ. township) в США, в окрузі Тайога штату Пенсільванія. Населення — 500 осіб (2020).

## Демографія
Згідно з переписом 2010 року, у селищі мешкало 527 осіб у 203 домогосподарствах у складі 151 родини. Було 407 помешкань
Расовий склад населення:
| - 97,9 % — білих - 0,6 % — чорних або афроамериканців - 0,4 % — азіатів |

До двох чи більше рас належало 1,1 %. Частка іспаномовних становила 1,5 % від усіх жителів.
За віковим діапазоном населення розподілялося таким чином: 23,0 % — особи молодші 18 років, 56,9 % — особи у віці 18—64 років, 20,1 % — особи у віці 65 років та старші. Медіана віку мешканця становила 44,0 року. На 100 осіб жіночої статі у селищі припадало 94,5 чоловіків;  на 100 жінок у віці від 18 років та старших — 90,6 чоловіків також старших 18 років.
Середній дохід на одне домашнє господарство  становив 56 946 доларів США (медіана — 38 125), а середній дохід на одну сім'ю — 67 267 доларів (медіана — 46 806). За межею бідності перебувало 6,6 % осіб, у тому числі 0,0 % дітей у віці до 18 років та 4,1 % осіб у віці 65 років та старших.
Цивільне працевлаштоване населення становило 170 осіб. Основні галузі зайнятості: освіта, охорона здоров'я та соціальна допомога — 24,7 %, сільське господарство, лісництво, риболовля — 14,1 %, виробництво — 12,4 %, науковці, спеціалісти, менеджери — 11,8 %.